# 將軍澳青年力量
將軍澳青年力量（英文：TKO Pioneers，簡稱將青力），是香港一個民主派的地區組織，活躍於新界西貢區將軍澳。

## 成員
- 陳緯烈
- 張偉超
- 張鳳嬌 前社區主任

## 選舉

### 區議會選舉
| 選舉 | 民選得票 | 民選議席 | 委任議席 | 當然議席 | 議席    | +/- |
| 2019 | 8,989 ▲  | 2        | 不適用   | 0        | 2 / 458 | 2 ▲ |